# Mauro Vannucchi
Mauro Vannucchi, né le 1er mars 1948 à Prato en Toscane, est un coureur cycliste italien, professionnel de 1970 à 1977.

## Palmarès
- 1966
  - Giro del Montalbano
- 1968
  - 2e du Giro del Casentino
- 1974
  - 9e du Tour de Catalogne
- 1976
  - 3e du Grand Prix de Larciano

## Résultats sur les grands tours

### Tour d'Italie
5 participations
- 1970 : 47e
- 1972 : 61e
- 1973 : 65e
- 1975 : 53e
- 1977 : 33e

### Tour d'Espagne
2 participations
- 1972 : abandon (6ea étape)
- 1975 : hors délais (12e étape)